# Cantone di Marvejols
Il Cantone di Marvejols è una divisione amministrativa dell'arrondissement di Mende.
A seguito della riforma approvata con decreto del 25 febbraio 2014, che ha avuto attuazione dopo le elezioni dipartimentali del 2015, è passato da 11 a 7 comuni.

## Composizione
Gli 11 comuni facenti parte prima della riforma del 2014 erano:
- Antrenas
- Le Buisson
- Gabrias
- Grèzes
- Marvejols
- Montrodat
- Palhers
- Recoules-de-Fumas
- Saint-Bonnet-de-Chirac
- Saint-Laurent-de-Muret
- Saint-Léger-de-Peyre

Dal 2015 i comuni appartenenti al cantone sono i seguenti 7:
- Antrenas
- Lachamp
- Marvejols
- Recoules-de-Fumas
- Ribennes
- Saint-Léger-de-Peyre
- Servières